# Live Dates 3
Live Dates 3 – dziesiąty album koncertowy Wishbone Ash.

## Lista utworów
Album zawiera utwory:
1. Come In From The Rain – 5:48
2. Living Proof – 7:04
3. Persephone – 7:47
4. Lifeline – 6:33
5. Wings Of Desire – 3:34
6. Errors of My Way – 5:59
7. Leaf And Stream – 4:18
8. Throw Down The Sword – 6:20
9. F*U*B*B – 9:24
10. Phoenix – 14:16

### Twórcy
Twórcami albumu są:
- Andy Powell – gitara, wokal
- Mark Birch – gitara, wokal
- Bob Skeat – bas
- Ray Weston – perkusja